# John Lukic
Jovan "John" Lukić, född 11 december 1960 i Chesterfield, Derbyshire, är en engelsk före detta professionell fotbollsspelare med serbiskt påbrå. 
Lukic började sin fotbollskarriär som målvakt i Leeds United där han spelade totalt 430 matcher varav 355 ligamatcher under två olika perioder i klubben. Han spelade dessutom totalt 296 matcher varav 238 ligamatcher i Arsenal under två perioder. Totalt spelade han mer än 725 matcher under 23 år mellan 1978 och 2001.
Han har dessutom representerat England på U21 och B nivå.